# Даварріл Вільямсон
Даварріл Джером Вільямсон (англ. DaVarryl Jerome Williamson; 25 липня, 1968) — американський професійний боксер.

## Аматорська кар'єра
Даварріл Вільямсон почав займатися боксом у віці 25 років. Тричі ставав переможцем національного чемпіонату з боксу — у 1996, 1997 та 1998 роках, однак не зміг пройти кваліфікацію ні на Олімпійські ігри 1996, ні на Олімпійські ігри 2000, після чого перейшов до професійного боксу.
На чемпіонаті світу 1997 програв у другому бою Марку Сіммонсу (Канада).

## Професіональна кар'єра
У червні 2000 року дебютував на профірингу. 2 листопада 2004 року зустрівся в бою з Володимиром Кличком (Україна). З перших секунд бою американець перебував у захисті, викидаючи мало ударів. У четвертому раунді в атаці українця Вільямсон завдав правого бокового удару, надіславши Кличка в нокдаун, після чого поєдинок став трохи сумбурним. Наприкінці п'ятого раунду після ненавмисного зіткнення головами у Кличка утворилося глибоке розсічення, і бій у перерві був зупинений. Розділеним рішенням суддів перемогу здобув українець.
Здобувши після поразки від Кличка дві перемоги, 1 листопада 2005 року Вільямсон вийшов на бій проти чемпіона IBF у важкій вазі Кріса Берда і програв одностайним рішенням суддів.
В подальшому перемоги у Вільямсона чергувалися з поразками.